# I bitwa pod Ypres
I bitwa pod Ypres – pierwsza większa bitwa I wojny światowej, stoczona w październiku i listopadzie 1914 roku. Część tzw. wyścigu do morza.
Brytyjski Korpus Ekspedycyjny pod wodzą marszałka Johna Frencha został przerzucony na północ i zasilony dwiema nowymi dywizjami, które właśnie wylądowały w Belgii. W pobliżu miasta Ypres napotkano i zatrzymano oddziały niemieckie. Belgowie otworzyli śluzy rzeki IJzer, zalewając nisko położone tereny i powstrzymując Niemców przed dalszym marszem. Miasto Ypres zostało zniszczone atakami lotniczymi i artyleryjskimi.
Niemcy nazwali bitwę „rzezią niewiniątek” (niem. Kindermord). Armie niemieckie składały się głównie z młodych ochotników, studentów. Poniosły one wielkie straty w starciu z mniejszymi, ale bardziej doświadczonymi oddziałami brytyjskimi, wśród których było wielu weteranów II wojny burskiej. W skład korpusu brytyjskiego wchodzili także żołnierze z Indii. Brytyjski Korpus Ekspedycyjny został mocno osłabiony podczas I bitwy pod Ypres, ale dała ona aliantom czas na przegrupowanie sił.
W 1917 roku żołnierze alianccy walczący pod Ypres zostali odznaczeni orderem Mons Star. Ostatni z nich, Alfred Anderson, zmarł w listopadzie 2005 roku.